# West End
El terme West End es fa servir de manera habitual per fer referència al West End of London, un districte del centre de Londres que forma part de la ciutat de Westminster (un dels 32 districtes de Londres), a l'oest de la City de Londres i al nord del riu Tàmesi, en el qual es concentren moltes de les principals atraccions turístiques de la ciutat, botigues, negocis, edificis governamentals i llocs d'oci, inclosos els teatres del West End. Com a tal el terme "West End" s'utilitza com a nom internacional com a districte escènic -escena- de la mateixa manera que s'utilitza el terme "Broadway" per descriure la ciutat de Nova York.
El terme es va utilitzar per primera vegada a principis del segle XIX per descriure les zones de moda a l'oest de Charing Cross. El West End cobreix parts dels districtes de Westminster i Camden.
Mentre que la City de Londres és el principal districte financer de Londres, el West End és el principal centre comercial i d'entreteniment de la ciutat. És el districte central de negocis més gran del Regne Unit. i una de les ubicacions més cares del món per llogar espais comercials i d'oficines.

## Història
Al llarg de la història el centre de Londres ha anat evolucionant amb districtes que conserven el seu propi caràcter i la seva identitat legal separada. La ciutat de Londres es va convertir en un centre per als sectors bancari, financer, legal i professional, mentre que Westminster es va associar amb els sectors d'oci, compres, comerç i entreteniment, el govern i la seu d'universitats i ambaixades. El West End modern està estretament relacionat amb aquesta zona del centre de Londres.
Situat a l'oest de la històrica ciutat romana i medieval de Londres, el West End va ser recolzat durant molt de temps per l'elit rica com a lloc de residència perquè normalment estava a contravent del fum que sortia de les cases de la població treballadora. Estava a prop de la seu reial del poder al Palau de Westminster,ara seu del parlament, i es troba en gran part dins de la ciutat de Westminster, un dels 32 districtes de Londres.
El Gran Incendi de Londres no va afectar directament el West End, però la gran pèrdua d'habitatges a la City de Londres va provocar un boom de la construcció a l'oest. Aquest fet va ser impulsat amb l'obra inicial de Henry Jermyn, primer comte de St Albans a la dècada de 1660.Després, a finals dels segles XVII, XVIII i XIX, es van construir una sèrie de palaus, cases de poble cares, botigues de moda i llocs d'entreteniment. Les zones més properes a la ciutat al voltant de Holborn, Seven Dials i Covent Garden incorporaven comunitats més pobres que es van ressituar amb reconstruccions al segle XIX.

## Límits
A causa que el West End és un terme utilitzat col·loquialment pels londinencs i no és una definició geogràfica o municipal oficial, la seva delimitació exacta està sempre en debat. L'informe de 2005 de l'Ajuntament de Westminster Vision for the West End incloïa en la seva definició les àrees següents: Covent Garden, Soho, Chinatown, Leicester Square, els carrers comercials d'Oxford Street, Regent Street i Bond Street; l'àrea que engloba Trafalgar Square, Strand i Aldwych i el districte conegut com Theatreland. Edgware Road al nord-oest i el Victoria Embankment al sud-est també estaven coberts per aquest document, però van ser tractats com "àrees adjacents" al West End.
Segons West End Chronicles (2006) d'Ed Glinert, els districtes que es troben dins del West End són Mayfair, Soho, Covent Garden, Fitzrovia i Marylebone. Segons aquesta definició, el West End limita amb Temple, Holborn i Bloomsbury a l'est, Regent's Park al nord, Paddington, Hyde Park i Knightsbridge a l'oest, i Victòria i Westminster al sud. Altres definicions inclouen Bloomsbury dins del West End.
Un dels barris de la ciutat de Westminster s'anomena "West End". Aquesta unitat electoral inclou algunes de les zones més pròsperes del districte, com Soho, Mayfair i parts del sud de Marylebone. La població d'aquest barri al cens de 2021 era de 11.543 habitants.

## Barris del West End

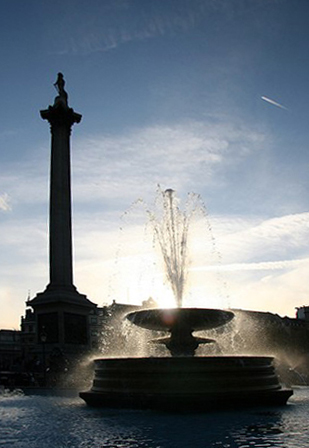
Trafalgar Square vist des de la cantonada nord-est

Llista dels barris (districts) del West End, que van estar desenvolupats tots al voltant de l'any 1815 :
- Bloomsbury
- Holborn
- Covent Garden
- Seven Dials
- Soho
- Fitzrovia
- Westminster
- Marylebone
- Mayfair
- St. James's

Els barris al sud, al nord i a l'oest de Hyde Park i Kensington Gardens es van desenvolupar entre la fi de les guerres napoleòniques el 1815 i la fi del Segle XIX, en certs casos a partir de pobles preexistents. No són sempre referenciats com formant part del West End londinenc. Els dos últims llistats aquí són més aviat a la perifèria.
- Knightsbridge
- Belgravia
- Pimlico
- Chelsea
- South Kensington
- Bayswater
- Paddington
- Notting Hill
- Holland Park

## Els carrers més coneguts del West End
- Albemarle Street
- Baker Street
- Bond Street
- Carnaby Street
- Charing Cross Road
- Denmark Street
- Great Marlborough Street
- Great Portland Street
- Harley Street
- Haymarket
- High Holborn
- Jermyn Street
- Lisson Grove
- Kingsway
- Old Compton Street
- Oxford Street
- Pall Mall
- Park Lane
- Piccadilly
- Regent Street
- Savile Row
- Shaftesbury Avenue
- Strand
- The Mall
- Wardour Street

## Places i cruïlles famoses del West End

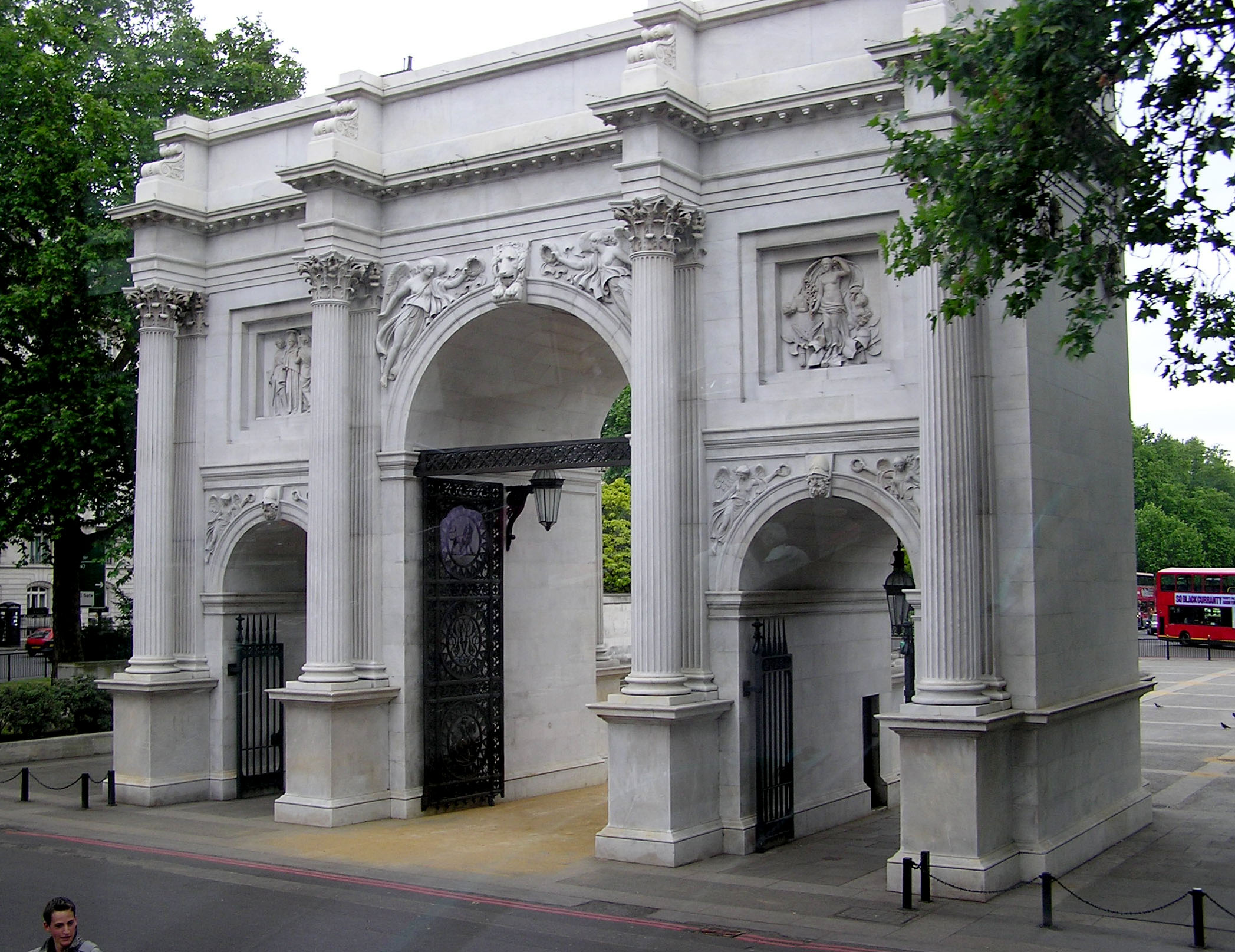
Marble Arch

- Berkeley Square
- Cambridge Circus
- Cavendish Square
- Grosvenor Square
- Hanover Square
- Hyde Park Corner
- Leicester Square
- Manchester Square
- Marble Arch
- Oxford Circus
- Parliament Square
- Piccadilly Circus
- Portman Square
- Russell Square
- Soho Square
- St James's Square
- St Giles Circus
- Trafalgar Square

## Activitats

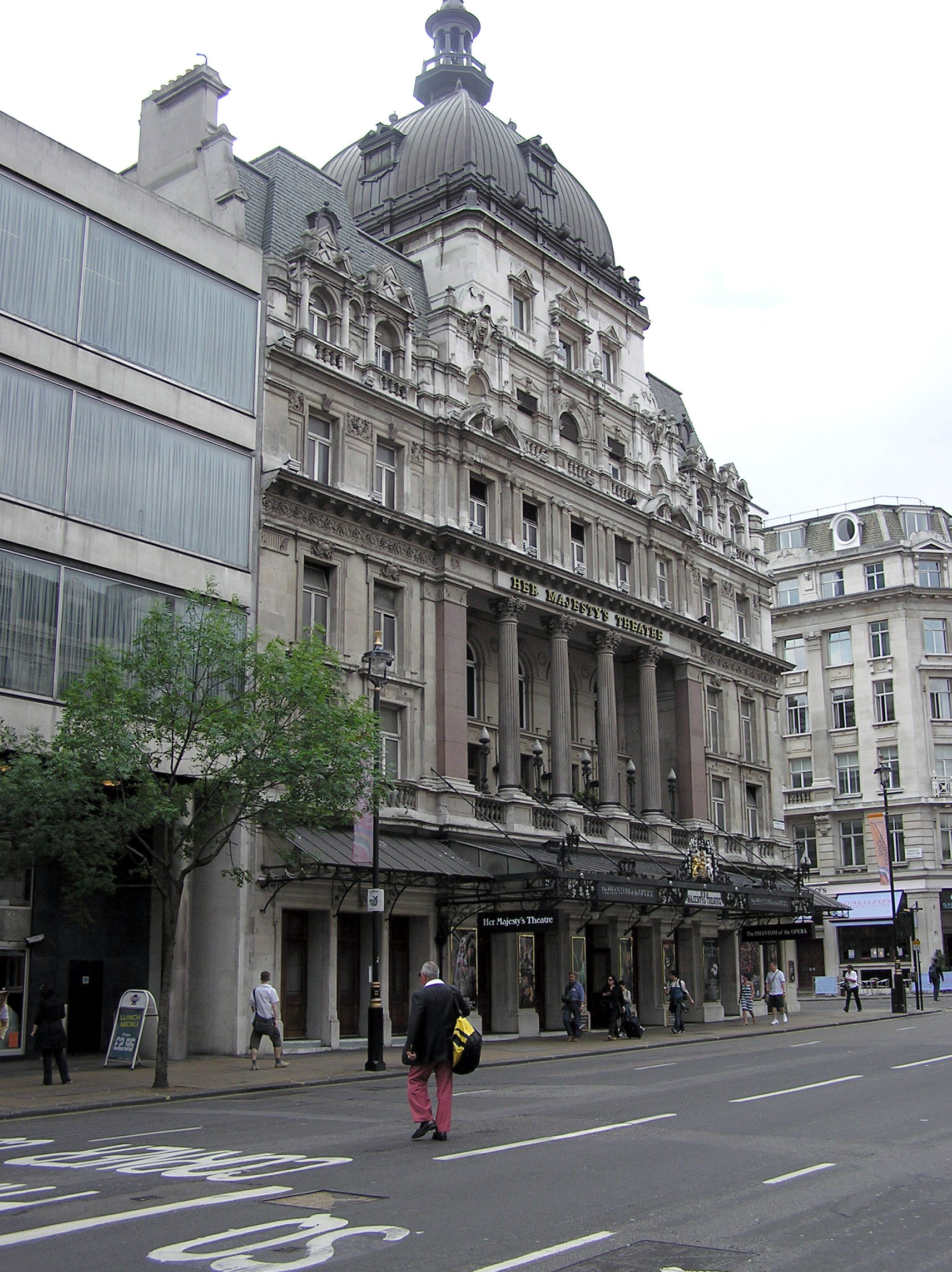
Her Majesty's Theatre a Haymarket.

Prenent una definició prou àmplia del West End, l'àrea conté les concentracions principals de gran part de les activitats metropolitanes de Londres a part dels serveis financers, que es concentren principalment a la City de Londres.
Edificis principals i activitats:
- Galeries d'art i museus
- Seus centrals de companyies que no són del sector de serveis financers
- Institucions educatives
- Ambaixades
- Edificis del Govern (principalment al voltant de Whitehall)
- Hotels
- Llocs d'entreteniment: teatres; cinemes; nightclubs; bars i restaurants
- Botigues

L'anual New Year's Day Parade té lloc als carrers del West End. West End Live, un show de teatre musical, té lloc a Leicester Square el mes de juny.

## Transport
Estacions del metro de Londres al West End:
- Baker Street
- Bond Street
- Charing Cross
- Covent Garden
- Embankment
- Goodge Street
- Great Portland Street
- Green Park
- Holborn
- Hyde Park Corner
- Leicester Square
- Marble Arch
- Oxford Circus
- Piccadilly Circus
- Regent's Park
- Russell Square
- Tottenham Court Road
- Warren Street